# Victor-Thierry Dailly
Pour les articles homonymes, voir Dailly (homonymie).
Victor-Thierry Dailly - alias Victor-Thierry d'Ailly - est un architecte français du XVIIIe siècle, né en 1676 et décédé après 1734. Ses parents, Thierry Dailly - entrepreneur parisien - et Magdeleine Cleramboust, se sont mariés le 23 février 1672 à Saint-Germain-en-Laye (Yvelines).

## Biographie
Dans l'enclos Saint-Germain-des-Près, Dailly construit en 1715 un ensemble de dix-neuf maisons bordant le parvis de l'église et deux voies nouvelles qui sont dénommées rue Sainte-Marthe et rue Childebert.
En 1719, les Carmes de la rue du Regard lui commandent une opération tout aussi importante, visant à construire cinq hôtels particuliers, certains pour des occupants désignés d'avance tels la comtesse de Verrue ou l'exécuteur des hautes œuvres. Trois hôtels sont bâtis mais la banqueroute de Law contraint les Carmes à étaler l'opération qui n'est terminée qu'en 1737 par Brice Le Chauve qui construit les deux derniers hôtels en utilisant en les modifiant les plans établis par Dailly dix-huit ans plus tôt.
Dailly construit également l'annexe de l'Hôtel-Dieu de Paris, édifie des immeubles pour les Carmélites de la rue de Vaugirard, d'autres rue de Cléry et rue Meslay. Il bâtit la tribune de l'église Saint-Jean-en-Grève (détruite entre 1797 et 1800). Il travaille chez Mme Legendre place des Victoires et chez les Crozat dans leurs hôtels des nos 19 et 21, place Vendôme. À la demande d'Antoine Crozat, il donne un projet pour la cour du Dragon qui n'obtient les permis de construire ni de la Ville, ni des Trésoriers de France. Il donne également des projets pour les Bénédictins de Saint-Martin-des-Champs et pour la reconstruction de l'abbaye de Saint-Bénigne de Dijon. Il aménage en 1718 le chœur de l'église de Chatou, où il possédait une maison.
Le peintre Gilles Allou exposa le portrait de M. Dailly, architecte, au Salon de 1737.

## Réalisations et principaux projets
- Ensemble de 19 maisons bordant le parvis de l'église Saint-Germain-des-Près, Paris (6e arrondissement), 1715 : Le cardinal de Bissy posa la première pierre et Mabillon rédigea une inscription commémorative nommant l'architecte : Victore Theodorico d'Ailly totius operis architecto, anno Domini MDCCXV[3]. Il subsiste de cette opération une petite fontaine, dite Childebert qui a été remontée dans le square de l'École polytechnique, rue des Écoles.
- Hôtel du Gué, no 3 rue du Regard, Paris (6e arrondissement), vers 1725[4] (détruit en 1907) : La rampe d'escalier est conservée dans les réserves du musée Carnavalet.
- Hôtel de Rothemburg (puis de Croÿ), no 5 rue du Regard, Paris (6e arrondissement), 1728[5] : Construit par Dailly[5] et loué en 1729 par les Carmes au comte de Rothemburg.
- Hôtel de Beaune, no 7  rue du Regard, Paris (6e arrondissement), 1719 : Construit par Dailly et loué en 1720 à madame de Beaune.
- Hôtel de Dreux-Brézé (dit aussi Petit hôtel de Verrue), no 1 rue du Regard, Paris (6e arrondissement), 1737 : Construit par Claude Brice Le Chauve qui utilise en les modifiant les plans établis par Dailly dix-huit ans plus tôt et loué par les Carmes, dès son achèvement, à Thomas de Dreux-Brézé qui lui donne son nom. Jean-Marie Pérouse de Montclos observe que : « Comparée au remarquable portail sur rue, la façade arrière paraît austère. L'observation vaut pour tous les hôtels de la rue : les portails sont plus ornés que les façades. »[5]
- Grand hôtel de Verrue (dit aussi Hôtel des Conseils de guerre), no 37 rue du Cherche-Midi, Paris (6e arrondissement), 1737 (détruit en 1908) : construit dans les mêmes conditions que l'hôtel de Dreux-Brézé ci-dessus. Le portail en a été remonté dans le parc de Jeurre (Essonne) par les soins du comte de Saint-Léon[6].
- Hôtels Le Lièvre de La Grange, nos 4-6 rue de Braque, Paris (4e arrondissement), 1734 : deux hôtels construits en 1734 sur un projet établi trois ans plus tôt. Lors de la démolition de l'immeuble qui les avait précédés, un trésor est découvert. Les sculptures sont de Michel de Lissy et Jean Bourguignon. Les lambris d'un salon ont été remontés au château de Nerville à Nerville-la-Forêt (Val-d'Oise)[6].
- Hôtel Le Rebours, no 12 rue Saint-Merri, en encoignure avec la rue Pierre-au-Lard et le cul-de-sac du Bœuf, Paris (4e arrondissement), 1738 : La façade sur rue, élevée pour Jacques-René Devin, bourgeois de Paris, est attribuée à Dailly par Michel Gallet sur la base d'une analyse morphologique[6],[7].
- Annexe de l'Hôtel-Dieu de Paris : grand bâtiment situé entre la rue de la Bûcherie et la Seine, qui conserve sa destination hospitalière jusqu'au milieu du XIXe siècle et est démoli en 1903.

### Sources
- Michel Gallet, Les Architectes parisiens du XVIIIe siècle : Dictionnaire biographique et critique, Paris, Éditions Mengès, 1995, 494 p. (ISBN 2-85620-370-1)